# Táliga
Táliga est une municipalité d’Espagne, dans la province de Badajoz, communauté autonome d'Estrémadure.
Cette commune a appartenu au Portugal pendant cinq siècles. Cette commune faisait partie de celle d'Olivence jusqu'en 1850. Comme dans le reste du territoire cédé à l'Espagne en vertu du traité de Badajoz en 1801, le Portugal ne reconnaît pas la souveraineté espagnole sur Táliga invoquant le congrès de Vienne en 1815, bien que n'étant pas activement investis dans la récupération de leur possession. Pour sa part, Madrid estime le territoire juridiquement espagnol en vertu du dit traité qui, conformément à la position espagnole, n'a pas été annulé ou abrogé.

## Géographique
Táliga se trouve au sud de la comarque des plaines d'Olivence (Llanos de Olivenza). Limité par Alconchel et Olivence à l'ouest, et Barcarrota à l'est..[pas clair]

## Histoire
L'origine de Táliga remonte à l'époque médiévale, sa fondation est attribuée à l'ordre du Temple. Ce fief semble avoir appartenu à l'évêché de Badajoz "usurpé" d'après l'évêque par les templiers de la baillie de Jerez de los Caballeros. Le 10 juin 1284, un litige survient entre l'évêché, le Temple et l'ordre de Santiago à propos des différents villages de ce secteur dont trois villages templiers : Olivence, Táliga et Villanueva de Los Santos. En 1297, après le Traité d'Alcañices, le territoire rejoint la couronne du Portugal dans le territoire d'Olivence. En 1801, après la fin de la guerre des Oranges, et par le Traité de Badajoz, il est transféré au royaume d'Espagne, après avoir appartenu au Portugal pendant cinq siècles.
Constituée en paroisse dans la municipalité de Olivence, avec le nom de Nuestra señora de la Asunción de Táliga ou Nossa Senhora da Assunção de Talega. (Notre-Dame de l'Assomption de Táliga en français). Elle a cessé de faire partie de la municipalité de Olivence en 1850.

## Galerie

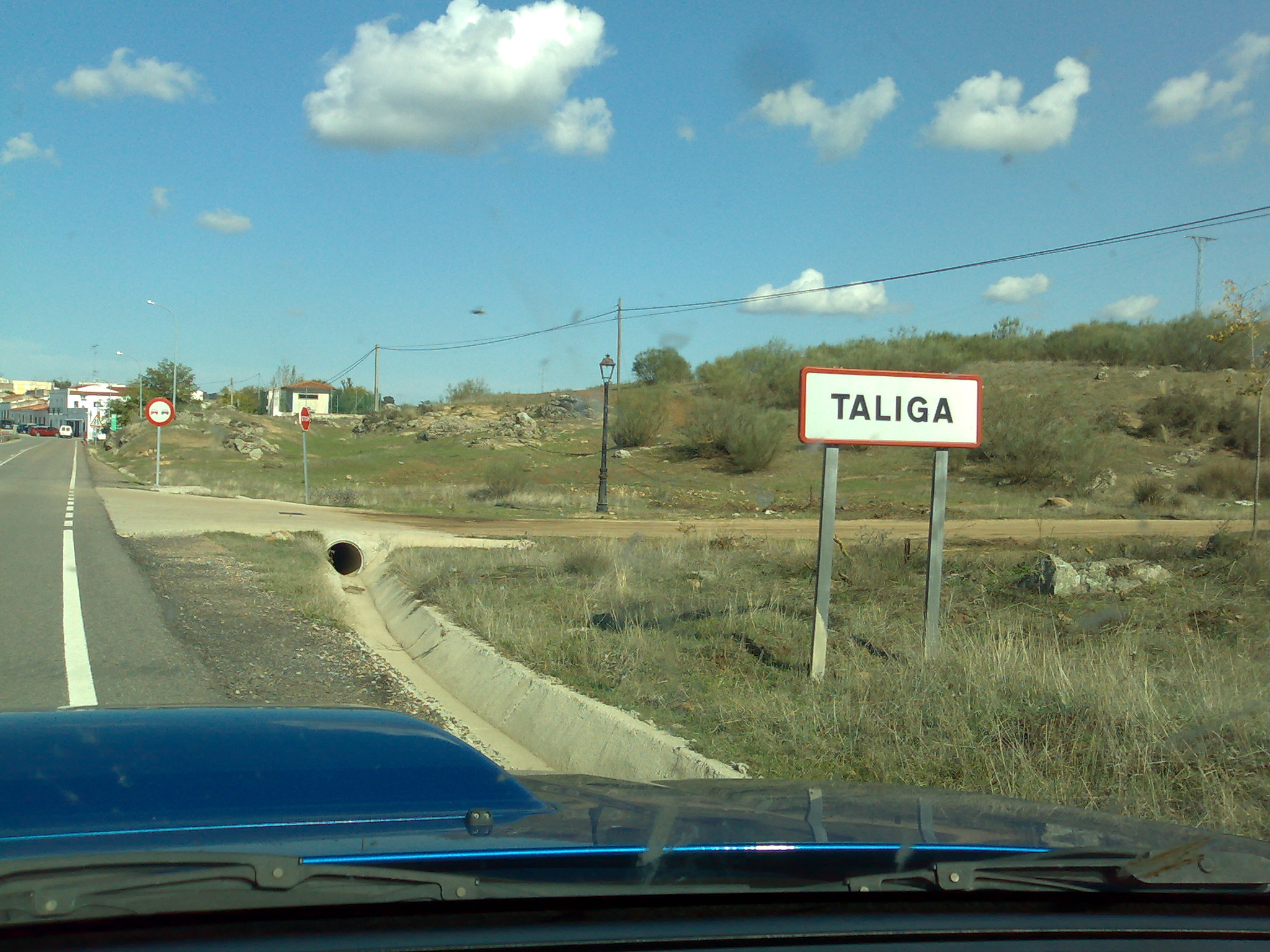
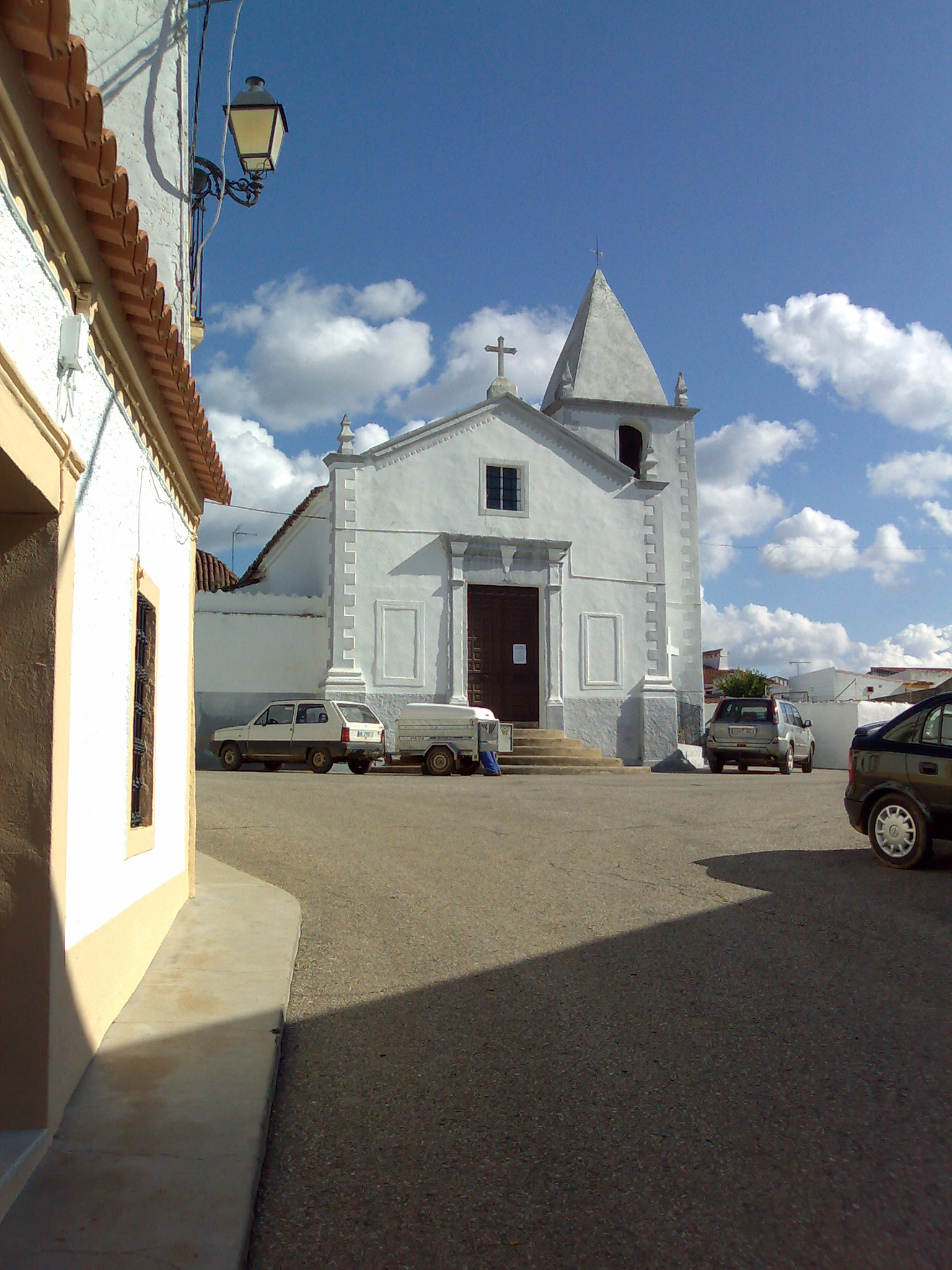
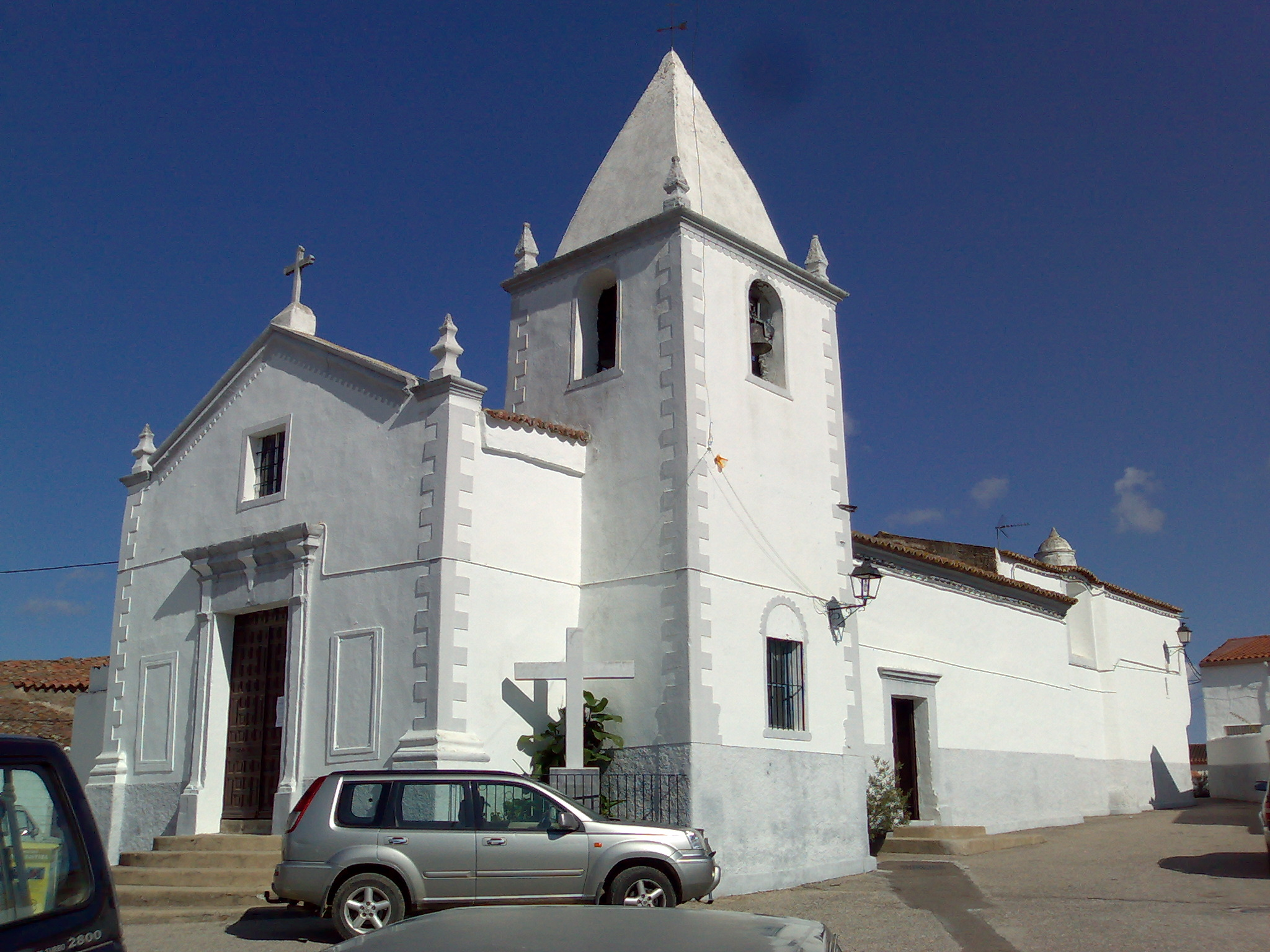
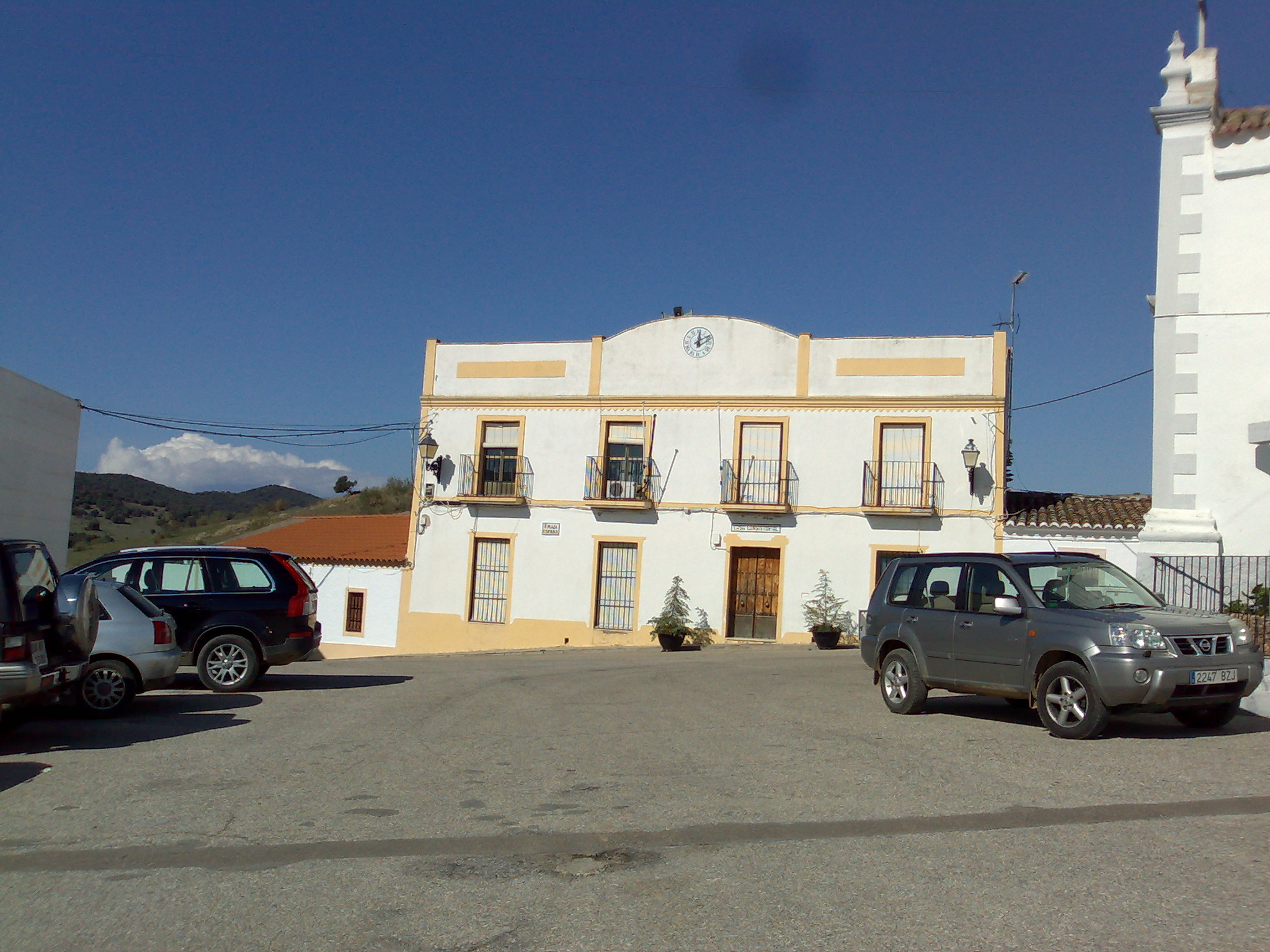
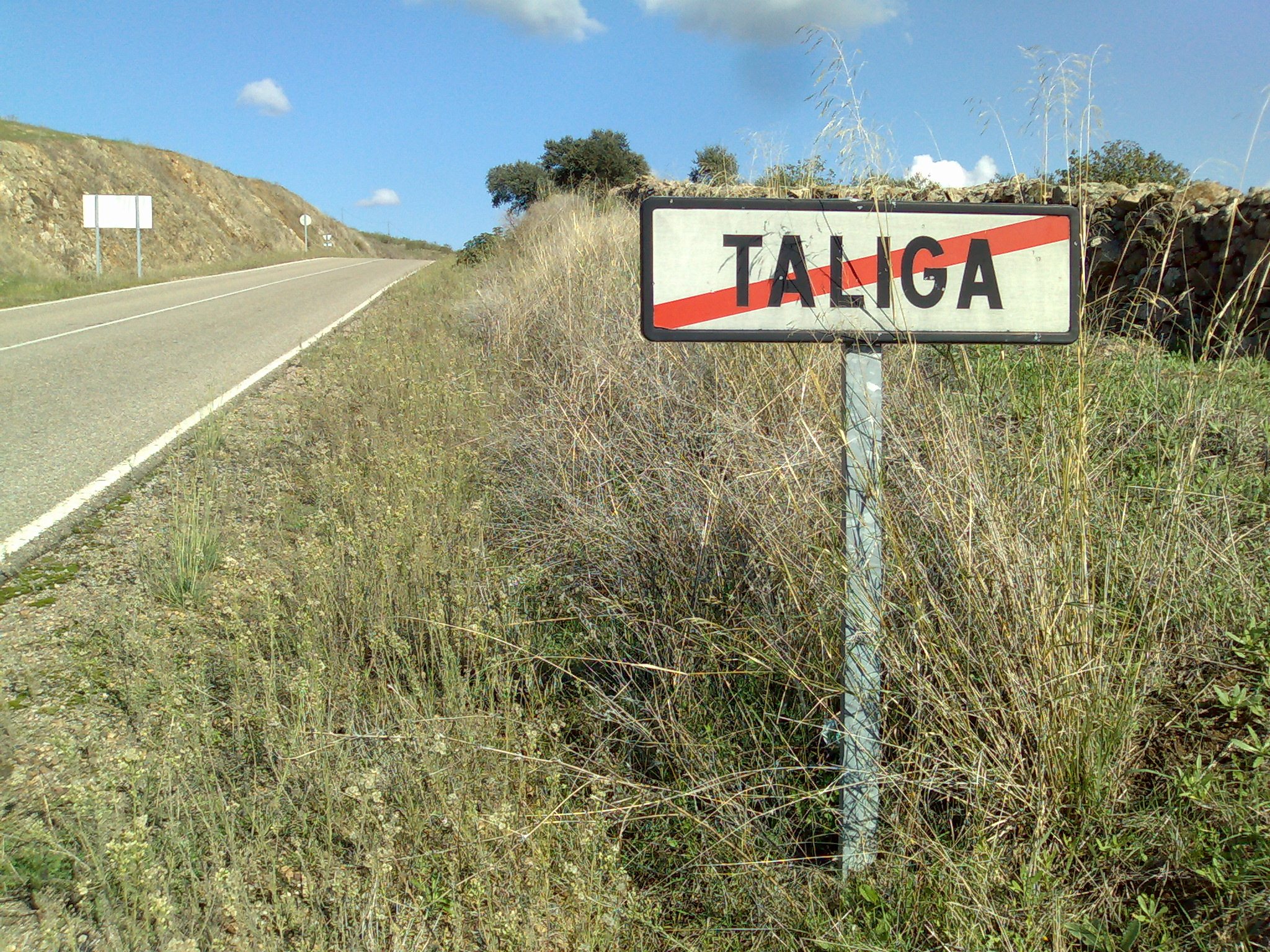

## Démographie
| 1991 | 1996 | 2000 | 2001 | 2002 | 2003 | 2004 | 2005 | 2006 | 2007 | 2008 |
| 736  | 773  | 766  | 762  | 738  | 719  | 712  | 694  | 677  | 791  | 808  |